# Madonna (Edvard Munch)
Madonna o La Madonna es una pintura del pintor expresionista noruego Edvard Munch. Munch realizó diversas versiones de la Madonna en 1894 y 1895, algunas al óleo sobre lienzo y otras versiones en grabado principalmente en litografías.
Una de estas las cinco versiones en óleo se expone en el Museo Munch, museo del cual fue robado en 2004 junto con El grito del mismo autor y recuperada dos años más tarde. Otras dos versiones son propiedad de la Galeria Nacional de Noruega y la Kunsthalle de Hamburgo. Otra es propiedad del empresario Nelson Blitz, y una fue comprada en el año 1999 por Steven A. Cohen.
Las impresiones litográficas de la composición se distinguen por un borde decorativo ondulante y con una figura de un feto en la esquina inferior izquierda. La versión de 1893 de la pintura tenía un marco con una decoración similar, pero se retiró después y se perdió.

## Título
Aunque se trata de una presentación muy inusual, es posible que fuera una pintura de María, la madre de Jesús, el título de  Madonna  puede estar destinado específicamente como una representación de María, aunque Munch utiliza más de un título como Mujer que ama o   Madonna. Munch no es famoso por obras de arte religiosas y tampoco era conocido como cristiano. La afinidad a María también podría tener como objetivo, sin embargo, un énfasis en la belleza y la perfección de su amiga y modelo Dagny Juel-Przybyszewska, y una expresión de su culto en ella como un ideal de mujer.

## Interpretaciones
El historiador del arte Werner Hofmann sugiere que la pintura es una "imagen de devoción extraña glorificando el amor decadente. El culto a la mujer fuerte que reduce al hombre con la sujeción que da a la figura de la mujer proporciones monumentales, y que también hace un demonio de ella. "

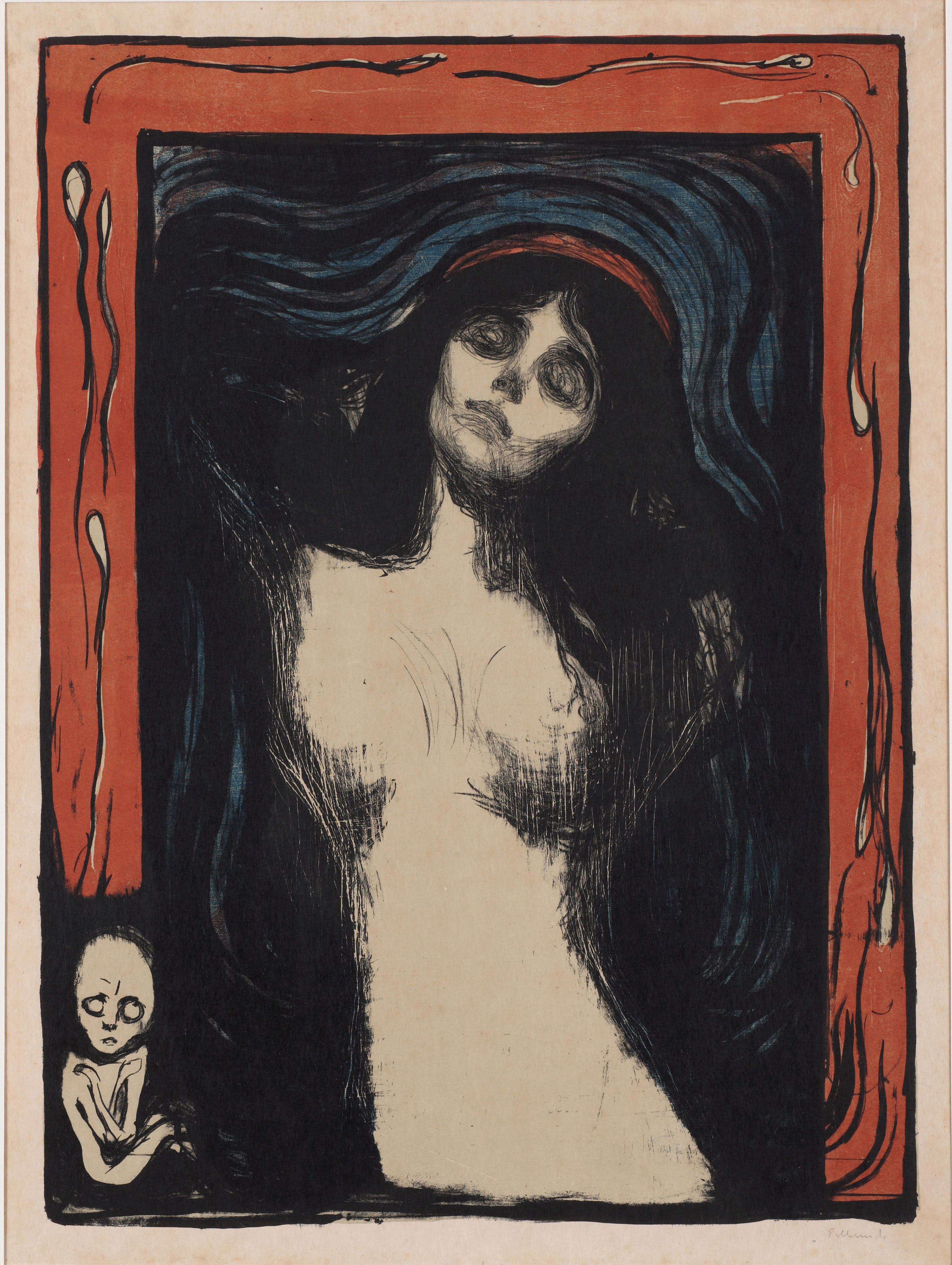
Litografía en color del Ohara Museum of Art. 1895–1902. 60.5 × 44.4 cm

Sigrun Rafter, historiador del arte en la Galería Nacional de Oslo sugiere que la intención es representar la mujer en el acto de la vida de las relaciones sexuales, con la unión de santidad y sensualidad capturado por Munch. El halo dorado habitual de María ha sido sustituido por un halo rojo que simboliza la dualidad del amor y el dolor. El punto de vista del espectador es la del hombre que está haciendo el amor con ella. También en este puesto inusual, ella encarna algunos de los elementos clave de las representaciones canónicas de la Virgen: tiene una tranquilidad y una calma con confianza de sí misma, los ojos cerrados, expresa la modestia. Estos elementos sugieren aspectos de las representaciones convencionales de la Anunciación. Robert Melville afirma que la imagen representa "el éxtasis y el dolor en el acto de amor". Al comentar sobre la versión litográfica, dice que "el borde decorativo consta de espermatozoides de cola larga con filamentos que serpentean por los tres lados de la imagen y terminan en una esquina como un colgante de feto o algo similar."
La crítica feminista Carol Duncan se inclina para interpretar la figura como una Femme fatale: 

 Madonna  de Munch (1893-1894), es una vampiresa por excelencia, insinúa visualmente el imaginario de la victimización. Los gestos familiares de la entrega (el brazo detrás de la cabeza) y el cautiverio (el brazo detrás de la espalda, como si estuviera obligado). Estos gestos tienen una larga historia en el arte occidental ... Munch los utilizó en su  Madonna  para mitigar su afirmación del poder femenino; el gesto de derrota comprueba sutilmente la fuerza oscura, que prevalece sobre la «Mujer». La misma ambivalencia también se puede ver en la relación espacial entre la figura y el espectador: la mujer puede leerse como el aumento del pie delante o como si se encontrara debajo de él.
 Carol Duncan, 1991

Peter Day identifica una "dicotomía" entre la inquietante imagen de una madre monstruosa y de la subjetividad femenina y la autosuficiencia.

## Robo
El 29 de marzo de 1990 una versión de la  Madonna  y de otras tres obras de arte fueron robadas de la Galería Kunsthuset AS en Oslo. El 22 de junio de 1990, la policía encontraba tres de las obras de arte en una casa privada en Drammen, Noruega. La cuarta había sido localizada el día anterior a una casa privada en los alrededores de Sande. Durante los procesos judiciales, Ole Christian Bach era el sospechoso de haber organizado tanto el robo como su manipulación. En septiembre de 1992, Bach fue condenado a prisión por siete meses para manipulación de objetos robados.
El domingo 22 de agosto de 2004, en el Museo Munch una versión de Madonna y El grito fueron robados por hombres enmascarados con armas de fuego. Los ladrones obligaron a los guardias del museo que se tirarán al suelo, y escaparon en una camioneta negra, que la policía encontró más tarde abandonada. Ambas pinturas fueron recuperadas por la policía de Oslo el 31 de agosto de 2006. Al día siguiente Ingebjørg Ydstie, director del Museo Munch, dijo que el estado de las pinturas era mucho mejor de lo esperado y que los daños, incluyendo un agujero de 2,5 cm en la pintura de la  Madonna , podrían ser reparados.